# Stictoporellidae
Stictoporellidae är en familj av mossdjur. Stictoporellidae ingår i ordningen Cryptostomida, klassen Stenolaemata, fylumet mossdjur och riket djur.
Kladogram enligt Catalogue of Life:
| Stictoporellidae | \| \| Pseudostictoporella \| \| \| \| \| \| Stictoporella \| \| \| \| |
|                  | \| \| Pseudostictoporella \| \| \| \| \| \| Stictoporella \| \| \| \| |
|                  | Hyphasmoporidae                                                       |
|                  |                                                                       |
|                  | Intraporidae                                                          |
|                  |                                                                       |
|                  | Nikiforovellidae                                                      |
|                  |                                                                       |
|                  | Ptilodictyidae                                                        |
|                  |                                                                       |
|                  | Rhabdomesidae                                                         |
|                  |                                                                       |
|                  | Rhinidictyidae                                                        |
|                  |                                                                       |
|                  | Pseudostictoporella                                                   |
|                  |                                                                       |
|                  | Stictoporella                                                         |
|                  |                                                                       |

|  | Pseudostictoporella |
|  |                     |
|  | Stictoporella       |
|  |                     |